# سه رفیق (فیلم ۱۹۳۸)
سه رفیق (انگلیسی: Three Comrades) فیلمی در ژانر درام به کارگردانی فرانک بورزیگی است که در سال ۱۹۳۸ منتشر شد.

## بازیگران
- رابرت تیلور
- مارگارت سولاوان
- فرانکوت تون
- رابرت یانگ
- هنری هال
- مونتی وولی
- گای کیبی
- دوروثیا والبرت